# Rugby-League-Weltmeisterschaft 1960
Die dritte Rugby-League-Weltmeisterschaft fand 1960 zum ersten Mal in Großbritannien statt. An ihr nahmen vier Mannschaften teil und die Spiele wurden in den nordenglischen Rugby-League-Hochburgen Bradford, Leeds, Swinton und Wigan ausgetragen. Wie schon bei der Weltmeisterschaft 1957 wurde lediglich eine Gruppenphase gespielt und der Weltmeister anhand der Abschlusstabelle ermittelt.
Die Rugby-League-Weltmeisterschaft 1960 hatte mit Problemen zu kämpfen, die in den vorherigen Weltmeisterschaften noch nicht aufgetreten waren. So führte die Live-Übertragung kompletter Spiele im Fernsehen zu einer geringeren Zuschauerzahl in den Stadien als erwartet. Den ersten Tabellenplatz belegte Großbritannien, das damit zum zweiten Mal die WM gewann.

## Mannschaften

### Australien
- Trainer: Keith Barnes

### Frankreich
- Trainer: Jean Duhau, René Duffort

### Großbritannien
- Trainer: Eric Ashton

### Neuseeland
- Trainer: Travers Hardwick

## Schiedsrichter
- Eric Clay
- Eddie Martung

## Ergebnisse

### Erste Runde
| 24. September | Australien    | 13 : 12 | Frankreich | Central Park, Wigan Zuschauer: 20.278 Schiedsrichter: Eric Clay |
| 24. September | (8:2) Bericht |         |            | Central Park, Wigan Zuschauer: 20.278 Schiedsrichter: Eric Clay |

| 24. September | Vereinigtes Königreich | 23 : 8 | Neuseeland | Odsal Stadium, Bradford Zuschauer: 20.577 Schiedsrichter: Eddie Martung |
| 24. September | (10:5) Bericht         |        |            | Odsal Stadium, Bradford Zuschauer: 20.577 Schiedsrichter: Eddie Martung |

### Zweite Runde
| 1. Oktober | Australien    | 21 : 15 | Neuseeland | Headingley Carnegie Stadium, Leeds Zuschauer: 10.773 Schiedsrichter: Eric Clay |
| 1. Oktober | (8:2) Bericht |         |            | Headingley Carnegie Stadium, Leeds Zuschauer: 10.773 Schiedsrichter: Eric Clay |

| 1. Oktober | Vereinigtes Königreich | 33 : 7 | Frankreich | Station Road, Swinton Zuschauer: 22.293 Schiedsrichter: Eddie Martung |
| 1. Oktober | (13:7) Bericht         |        |            | Station Road, Swinton Zuschauer: 22.293 Schiedsrichter: Eddie Martung |

### Dritte Runde
| 8. Oktober | Vereinigtes Königreich | 10 : 3 | Australien | Odsal Stadium, Bradford Zuschauer: 32.773 Schiedsrichter: Eddie Martung |
| 8. Oktober | (10:0) Bericht         |        |            | Odsal Stadium, Bradford Zuschauer: 32.773 Schiedsrichter: Eddie Martung |

| 8. Oktober | Neuseeland    | 9 : 0 | Frankreich | Central Park, Wigan Zuschauer: 2.876 Schiedsrichter: Eric Clay |
| 8. Oktober | (4:0) Bericht |       |            | Central Park, Wigan Zuschauer: 2.876 Schiedsrichter: Eric Clay |

### Abschlusstabelle
| Platz | Mannschaft             | Spiele | G | U | V | P+ | P- | Diff. | Punkte |
| ----- | ---------------------- | ------ | - | - | - | -- | -- | ----- | ------ |
| 1     | Vereinigtes Königreich | 3      | 3 | 0 | 0 | 66 | 18 | +48   | 6      |
| 2     | Australien             | 3      | 2 | 0 | 1 | 37 | 37 | 0     | 4      |
| 3     | Neuseeland             | 3      | 1 | 0 | 2 | 32 | 44 | −12   | 2      |
| 4     | Frankreich             | 3      | 0 | 0 | 3 | 19 | 55 | −36   | 0      |